# Юный преступник
«Юный преступник» (англ. The Delinquent, кит. трад. 憤怒青年, упр. 愤怒青年, палл. Фэнь ну цин нянь) — гонконгский драматический боевик, снятый режиссёрами Чжан Чэ и Гуй Чжихуном по сценарию Ни Куана. Главную роль в фильме исполнил Ван Чжун.

## Сюжет
У отца юноши Шэнь Чана вспыльчивый характер. Его мать ушла к другому и вышла замуж, потому что не смогла вынести издевательств. С того времени отец и сын живут, являясь опорой друг для друга. Сын не желает жить в нищете, но у него нет ничего, кроме умения драться. Он трудится доставщиком еды в ресторане, но вылетает с работы за драку.
Главарь преступной группировки Лань Чжэнцюань задумывает ограбить склад, охранником которого является отец Чана, поэтому он посылает своего подчинённого Большого Сюна, чтобы тот подговорил Чана украсть пароль от сейфа охранника. Несмотря на то, что Чан часто ссорится с отцом, в глубине души он любит его, поэтому сразу же отказывается выполнить просьбу. Тем не менее Чжэнцюань соблазняет Чана на совершение преступления с помощью денег и женщин. Парень не может устоять перед искушением и следует плану криминального босса, убеждая своего отца взять отпуск в день, когда бандиты намерены совершить ограбление. Неожиданно отец выходит на работу, поскольку его сменщик заболевает. В результате грабители убивают охранника. Его сын впадает в гнев и ждёт подходящего времени для мести. В конечном итоге юноша расправляется с шайкой преступников, после чего совершает самоубийство, спрыгнув с многоэтажки.

## В ролях
| Актёр       | Роль                         |
| ----------- | ---------------------------- |
| Ван Чжун    | Шэнь Чан                     |
| Лили Ли     | Хуан Лань                    |
| Бэй Ди      | Фанни Дэн                    |
| Лу Ди       | отец Чана                    |
| Тун Линь    | главарь банды Лань Чжэнцюань |
| Фань Мэйшэн | Большой Сюн                  |
| Ван Гуанъюй | бандит Большого Сюна         |
| Ши Тянь     | Калека                       |
| Шэнь Лао    | мясник, отчим Чана           |

## Кассовые сборы
Премьера в кинопрокате Гонконга состоялась 15 февраля 1973 года. Закончившиеся через девять дней показы принесли картине сборы в размере 840 570,1 HK$.

## Отзывы
Борис Хохлов с сайта HKCinema.ru, оценивший картину в 3 звезды из максимальных 5, называет фильм предсказуемой и пафосной «морализаторская притчей» о том, что на тёмной стороне есть не только печеньки и голые женщины, но и обман, страдания и (как же без этого) смерть.